# Jacobsonina chiangmaiensis
Jacobsonina chiangmaiensis är en kackerlacksart som beskrevs av Roth, L. M. 1999. Jacobsonina chiangmaiensis ingår i släktet Jacobsonina och familjen småkackerlackor.
Artens utbredningsområde är Thailand. Inga underarter finns listade i Catalogue of Life.